# トランス・メディテラネアン航空
トランス・メディテラネアン航空（英語：Trans Mediterranean Airways SAL, アラビア語: الخطوط الجوية عبر المتوسط）はレバノンの貨物航空会社。レバノンの首都ベイルートに本拠地を置き、TMAまたはTMA Cargoとして知られている。アラブ航空会社機構の一員。

## 概要
TMAは1953年に貨物と旅客の不定期便の運航会社として航空会社の道をスタートさせ、1979年にはその運航を貨物に特化させた。当時は初の貨物のみで世界的なサービスを提供する航空会社であったが、冷戦下の1970年代から現在に至るまでのレバノンにおける政情不安によってその経営は困難に陥った。
1981年10月23日、エンジントラブルを起こして成田空港に引き返した同社のボーイング707が台風24号の強風を受けて滑走路を逸脱する事故を起こしている（負傷者はなし）。
1996年11月には「Horizon 2000」というレバノンの再建計画により運航の現代化を図るととも経営の正常化を模索している。現在TMAの株式はLebanese Air Investment Holdingにより99.0％、個人投資家により残りの1.0％を所有されている。
2004年2月に主力機のボーイング707の安全性が疑問視されて以降、すべてのフライトを休止したが、その後2008年にメッドエアウェイズが経営支援を行い、エアバスA300を1機新たに取得した。ちなみにこの機体（機体記号OD-TMA）は元ギャラクシーエアラインズのJA02GXである。2010年に運航を再開したが、現在は運航を停止している。

## 就航地

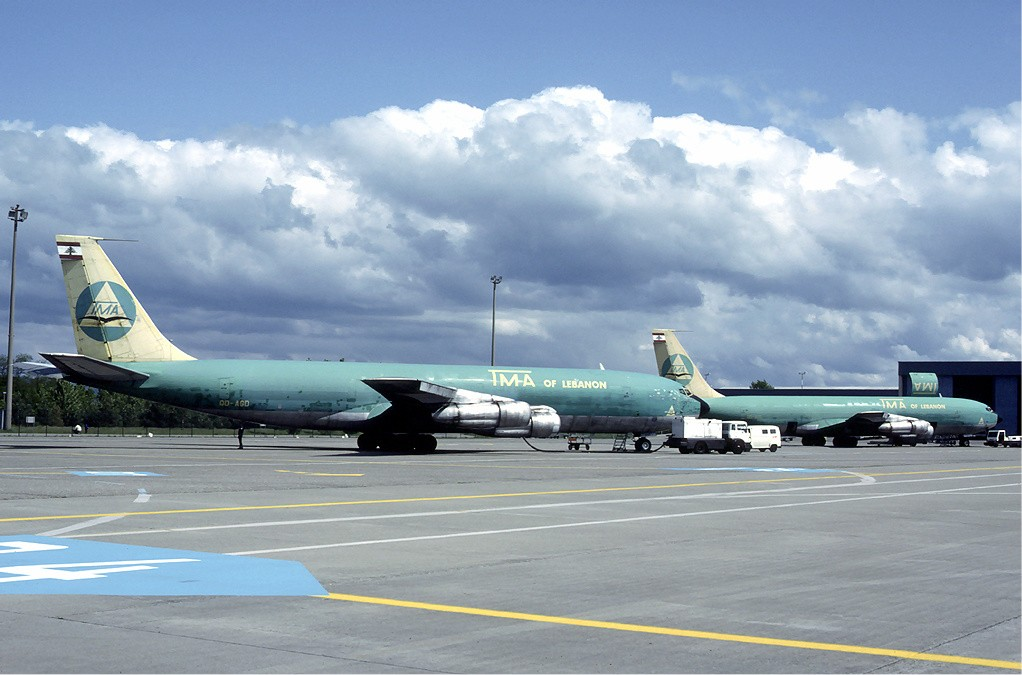
1984年に撮影されたTMAのB707型機

2010年12月現在、15都市に就航中である。
アフリカ
- エジプト：カイロ
- ケニア：ナイロビ
- スーダン：ハルツーム

中東
- バーレーン：マナーマ
- ヨルダン：アンマン
- クウェート：クウェートシティ
- レバノン：ベイルート
- カタール：ドーハ
- サウジアラビア：ジェッダ、リヤド
- シリア：ダマスカス
- アラブ首長国連邦：ドバイ

ヨーロッパ
- フランス：パリ
- イタリア：ミラノ
- オランダ：アムステルダム

かつては東京国際空港や新東京国際空港（現成田国際空港）にも乗り入れていたが、湾岸戦争が本格化した1990年代以降は日本の他東南アジア周辺国、北米等の乗り入れを中止している。中止した路線は以下の通り。
極東地域
- 日本:成田国際空港
- 大韓民国：ソウル
- 中国:北京

東南アジア
- 香港:啓徳国際空港
- タイ:バンコク
- マレーシア:クアラルンプール(当時はスバン空港)
- シンガポール:チャンギ国際空港

ヨーロッパ
- ドイツ:フランクフルト
- イギリス:ロンドン
- アイルランド:ダブリン

アメリカ
- ニューヨーク
- ボストン
- ワシントンDC
- シカゴ
- ダラス・フォートワース
- サンフランシスコ
- ロサンゼルス
- アンカレジ

カナダ
- モントリオール
- トロント
- バンクーバー